# Mészáros Kornélia
Szlávikné Mészáros Kornélia (Makó, 1974. január 26. –) magyar kosárlabdázó; a Szeviép Szeged és a Pécs kosárlabdázója.

## Életpályája
1993–1998 között volt tagja a magyar női kosárlabda-válogatottnak. Részt vett az 1998-as női kosárlabda-világbajnokságon. 2001–2007 között a Szeviép Szeged kosárlabdázója volt. 2007–2009 között a Mizo Pécs 2010 csapatában játszott.

## Díjai
- Szeged Sportolója díj (2006)

## Fordítás
- Ez a szócikk részben vagy egészben  a   Kornélia Mészáros című olasz Wikipédia-szócikk ezen változatának fordításán alapul.  Az eredeti cikk szerkesztőit annak laptörténete sorolja fel. Ez a jelzés csupán a megfogalmazás eredetét és a szerzői jogokat jelzi, nem szolgál a cikkben szereplő információk forrásmegjelöléseként.